# Karina Vestergård Madsen
Karina Vestergård Madsen (født 10. juli 1963 i København) er en dansk politiker, der siden 1. januar 2022 har været socialborgmester i Københavns Kommune, valgt for Enhedslisten.
Karina Vestergård Madsen blev cand.comm. i kommunikation og dansk fra Roskilde Universitetscenter i 1996. Hun har fra 2006 til 2021 arbejdet som chefkonsulent for GDPR, it og kommunikation ved VUC Lyngby.
Som folkevalgt debuterede Karina Vestergård Madsen i Københavns Borgerrepræsentation ved kommunalvalget i 2013 og var i en årrække Enhedslistens gruppeformand. Under Ninna Hedeager Olsens sygeorlov i 2019 som følge af mistanke om en voldtægtsepisode i hendes hjem varetog Karina Vestergård Madsen rollen som teknik- og miljøborgmester. Efter kommunalvalget 2021 blev Karina Vestergård Madsen udpeget til socialborgmester, idet Enhedslisten grundet partiets størrelse fik to borgmesterposter. Den anden er teknik- og miljøborgmester Line Barfod, der er partiets politiske leder på Københavns Rådhus.
Ved valget i 2021 fik Karina Vestergård Madsen 2105 personlige stemmer, hvilket var en fordobling i forhold til valget i 2017.